# 高木広子
高木 広子（たかぎ ひろこ、1972年4月7日 - ）は、元フジテレビアナウンサー、化粧品会社「メリー・マリー」の経営者。
アナウンサー時代初期には、出生名である杉浦 広子（すぎうら ひろこ）で活動。後に活動名を、初婚後の本名である高木 広子へと改めた。2014年夏頃からは高木姓の使用も中止し、HIROKO名義で活動している。

## 来歴・人物
兵庫県姫路市で出生の後、4歳のときに東京都へ転居。本人は兵庫県を出身地としている。日本女子大学附属中学校・高等学校、日本女子大学家政学部家政経済学科卒業。
大学卒業後の1995年、アナウンサーとしてフジテレビに入社。同期入社には伊藤利尋、森昭一郎、菊間千乃（2007年退社）。本名の杉浦広子で、『ビッグトゥデイ』など報道・情報番組のキャスター、リポーター、さらに『めちゃ2イケてるッ!』のコーナー「ザ・カルチャータイム」出演などを担当。
1998年、妊娠・できちゃった結婚に伴い休職。2000年の復職時には、結婚後の本名で高木広子として番組出演、同年4月から昼のニュース番組『FNNスピーク』の土曜版を務めた。同年11月末、同僚アナウンサー・木幡美子の産休に伴い同番組の平日枠へ異動、2006年9月までの約6年間にわたってメインキャスターを務めた。
同年11月下旬より、FNNニューヨーク支局勤務のため、同地に駐在。これは、同局で日本語ニュースなどを担当している久下香織子の産休中代理を務めたもので、翌年3月までのあいだ『めざましテレビ』や『めざにゅ〜』のニューヨーク中継なども担当。
帰国後の2007年9月より、『ハピふる!』のプレゼンターになり、前期には月曜日コーナーの「私の分かれ道」を、後期には火曜日コーナーの「きわめて旬食！」を担当する。この頃にフードアナリストの資格を取得した。
2008年7月に岩手県沿岸北部で地震が発生した際、ロケのためにたまたま同県釜石市内のホテルに滞在していた高木は、その後の報道特別番組で電話リポートを行った。
2009年より、フジテレビアナウンス講座「アナトレ」の講師となる。また、翌年5月からは、フジテレビ本社球体展望室などで挙式・披露宴を行なっている関連会社Storia（ストーリア）にウエディングプロデューサーとして兼務出向となり、ウェディングプランナー（資格取得済み）や司会の仕事を兼務。
2011年9月7日、同年いっぱいでフジテレビを退社することを発表。化粧品会社「メリー・マリー」を立ち上げることを発表した。これに伴い、同年10月の秋の改編に合わせて2008年10月より3年間担当していた『FNNレインボー発』と『BSフジLIVE プライムニュース』のニュース担当を降板。同年10月上旬に配信されたWEB動画コンテンツ『つか金フライデーDOUGA』特別版が、フジテレビアナウンサーとしての最後の出演となった。
2011年12月31日付で、17年近く在籍したフジテレビを退社。本人は退社理由を「地デジ移行に加齢した肌が耐えられなかったから」と述べている。Storiaでのウエディングプロデューサーも退任。その後はアナウンサーとしてはほとんど活動していないが、2012年2月12日より2年近く生島企画室に所属、2014年2月にオスカープロモーションへ移籍。
私生活では1998年11月、外食産業の会社員と最初の結婚。この時杉浦（高木）は妊娠4か月であり、フジテレビを休職。高木は翌年に女児を出産、2000年の復職時からは、結婚後の高木姓を名乗る。2001年の離婚発表時から退社後の2014年まで「高木」姓を名乗っていた。
2010年6月、21歳年上で年商100億円とされる人材派遣会社の会長と2度目の結婚。

## フジテレビ時代の出演番組

### 報道・情報番組（地上波）
| 期間                              | 期間                               | 番組名                      | 役職                 | 担当日     |
| --------------------------------- | ---------------------------------- | --------------------------- | -------------------- | ---------- |
| 新人時代（研修終了後）            | 新人時代（研修終了後）             | FNNニュース2:00             | シフト勤務キャスター | （交替制） |
| 1997年3月31日                     | 1999年2月19日                      | ビッグトゥデイ              | 司会                 | 平日       |
| 2000年4月1日                      | 2000年11月25日                     | FNNニュース                 | キャスター           | 土曜日(朝) |
| 2000年4月1日                      | 2000年11月25日                     | FNNスピーク                 | キャスター           | 土曜日     |
| 2000年11月27日                    | 2006年9月29日                      | FNNスピーク                 | キャスター           | 平日       |
| 2007年4月1日                      | 2008年6月22日                      | 新報道プレミアA             | レポーター           | 土曜日     |
| 2007年10月1日                     | 2008年3月24日                      | ハピふる!                   | プレゼンター         | 月曜日     |
| 2008年4月1日                      | 2008年9月23日                      | ハピふる!                   | プレゼンター         | 火曜日     |
| 2008年10月2日 および 2010年4月1日 | 2009年10月1日 および 2010年9月30日 | FNNレインボー発・あすの天気 | キャスター           | 木曜日     |
| 2009年10月6日                     | 2010年3月23日                      | FNNレインボー発・あすの天気 | キャスター           | 火曜日     |
| 2010年10月4日                     | 2011年9月27日                      | FNNレインボー発・あすの天気 | キャスター           | 月曜日     |

### バラエティ・特別番組・BS放送・その他
- FNSの日・超夢列島 そのうち何とか23時間（新人時代、第9回の提供読み）
- 森田一義アワー 笑っていいとも! テレフォンショッキング（テレフォンアナ水曜日→木曜日担当）
- 週刊フジテレビ批評（同僚の奥寺健と司会）
- めちゃ2イケてるッ!（ザ・カルチャータイムのコーナー）
- チャンネルα（ナビゲーター）
- BSフジNEWS（火曜夜担当：2008年10月 - 2009年9月、月曜朝担当：2008年10月 - 2010年3月、木曜夜担当：2009年10月 - 2010年4月2日(深夜の定時枠廃止による)）
- BSフジLIVE プライムニュース（木曜日→火曜日→木曜日→月曜日の順で、ニュースを担当）
- 産経テレニュースFNN（2010年3月14日、野島卓の代役）

### インターネット番組
- つか金フライデーDOUGA（2011年4月 - 10月）：フジテレビ無料動画サイト『見参楽（みさんが!）』（毎週金曜日更新）

### ラジオ
- メダマ!?ラジオ（ニッポン放送）：2007年12月期、毎週木曜日を担当[9]

## 同期入社
- 伊藤利尋[10]
- 森昭一郎
- 菊間千乃（2007年12月退社）